# Cureglia
Cureglia est une commune suisse du canton du Tessin, située dans le district de Lugano.

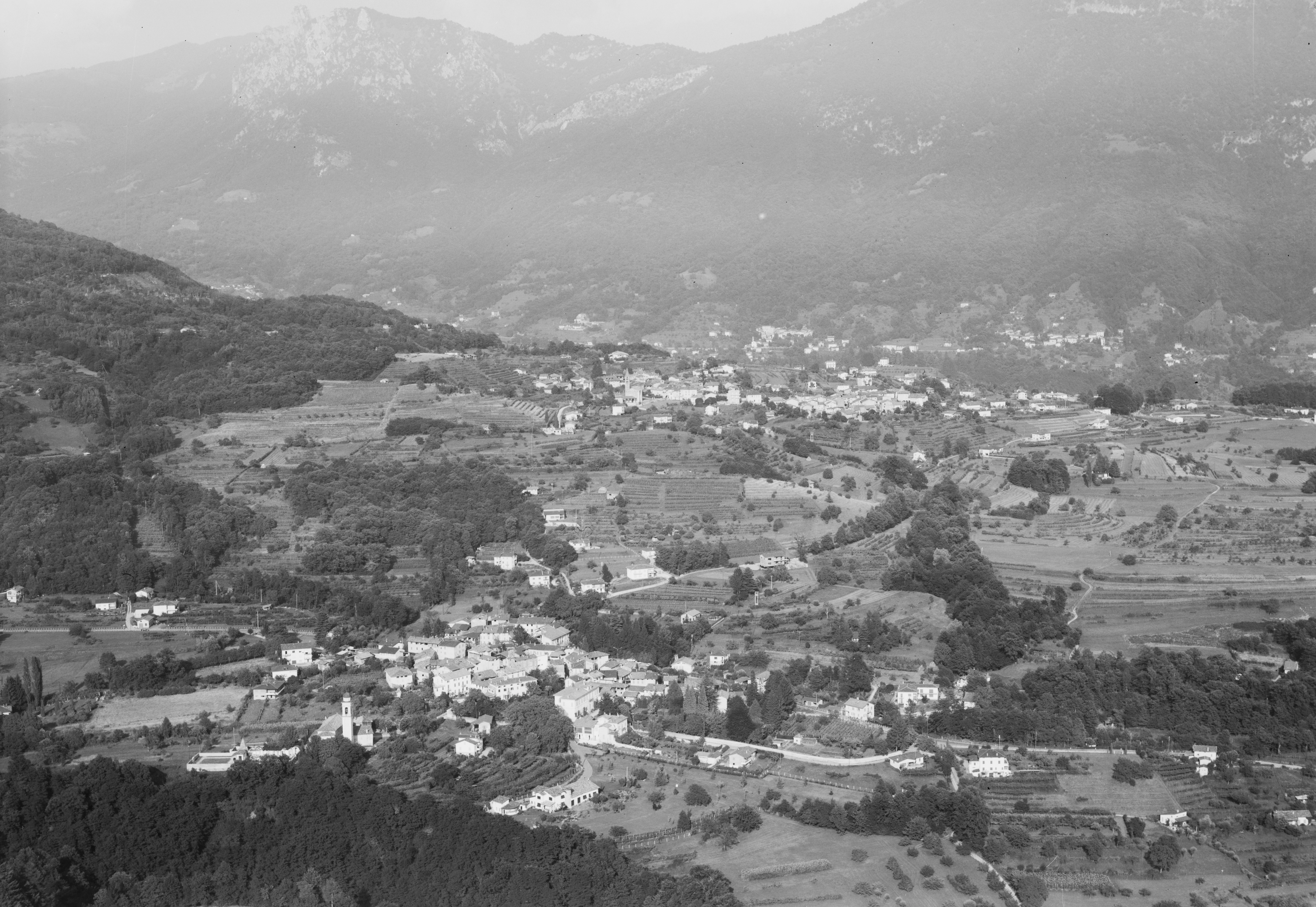
Photo aérienne (1964).